# Heavy Starry Heavenly
Albums de Tommy heavenly6
Tommy heavenly6
(2005) I Kill my Heart
(2009)
Compilations par Tommy heavenly6
Gothic Melting Ice Cream's Darkness "Nightmare"
(2009)
Singles
Heavy Starry Heavenly est le 2e album studio de Tommy heavenly6 sorti le 7 mars 2007 sous le label DefSTAR Records. Il arrive 9e à l'Oricon. Il se vend à 24 826 exemplaires la première semaine et reste classé 7 semaines pour un total de 33 527 exemplaires vendus.

## Liste des titres
Toute la musique est composée par Chiffon Brownie.
Toutes les paroles sont écrites par Tommy heavenly6.
| 1.  | Heavy Starry Chain                      | 3:52 |
| 2.  | Stay away from me                       | 2:41 |
| 3.  | I'm Gonna Scream+                       | 4:25 |
| 4.  | My Bloody-Knee-High-Socks               | 3:42 |
| 5.  | Door Mat                                | 3:40 |
| 6.  | Lollipop Candy♥BAD♥girl (Album Version) | 4:56 |
| 7.  | The Case                                | 2:51 |
| 8.  | About U                                 | 3:16 |
| 9.  | I♥Xmas                                  | 3:49 |
| 10. | Pray                                    | 4:31 |
| 11. | Going 2 My Way!                         | 4:26 |
| 12. | Lucky Me                                | 3:15 |

| 1. | I'm Gonna Scream+ (PV)                    |  |
| 2. | Pray (PV)                                 |  |
| 3. | Heavy Starry Chain (PV)                   |  |
| 4. | Lollipop Candy♥BAD♥girl (short ver.) (PV) |  |
| 5. | I♥Xmas (PV)                               |  |
| 6. | +Gothic Pink+ (PV)                        |  |
| 7. | Making of de toutes les vidéos            |  |